# Olympische Sommerspiele 1992/Leichtathletik – Stabhochsprung (Männer)

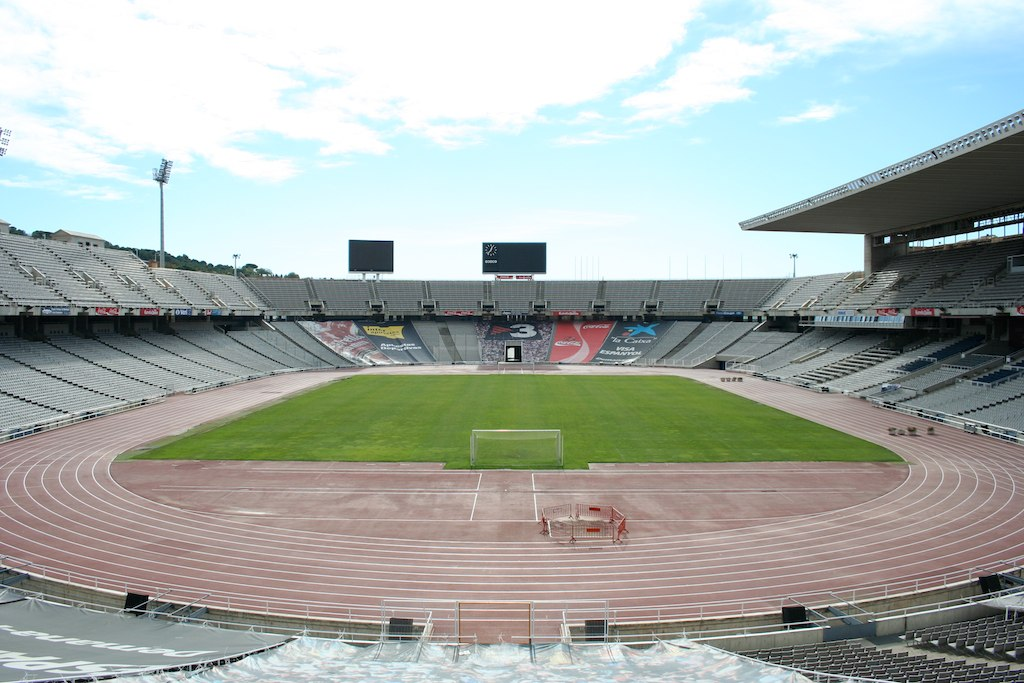
Das Olympiastadion von Barcelona im Jahr 2008

Der Stabhochsprung der Männer bei den Olympischen Spielen 1992 in Barcelona wurde am 5. und 7. August 1992 im Olympiastadion Barcelona ausgetragen. 34 Athleten nahmen teil.
Olympiasieger wurde Maxim Tarassow aus dem Vereinten Team. Er gewann vor seinem Mannschaftskameraden Igor Trandenkow. Bronze ging an den Spanier Javier García.
Athleten aus Deutschland, der Schweiz, Österreich und Liechtenstein nahmen nicht teil.

## Aktuelle Titelträger
| Olympiasieger 1988                      | Serhij Bubka ( Sowjetunion)     | 5,90 m | Seoul 1988            |
| Weltmeister 1991                        | Serhij Bubka ( Sowjetunion)     | 5,95 m | Tokio 1991            |
| Europameister 1990                      | Rodion Gataullin ( Sowjetunion) | 5,85 m | Split 1990            |
| Panamerikanischer Meister 1991          | Pat Manson ( USA)               | 5,50 m | Havanna 1991          |
| Zentralamerika und Karibik-Meister 1991 | Edgar Díaz ( Puerto Rico)       | 5,39 m | Xalapa 1991           |
| Südamerika-Meister 1991                 | Cristián Aspillaga ( Chile)     | 5,00 m | Manaus 1991           |
| Asienmeister 1991                       | Hideyuki Takei ( Japan)         | 5,25 m | Kuala Lumpur 1991     |
| Afrikameister 1992                      | Okkert Brits ( Südafrika)       | 5,35 m | Belle Vue Maurel 1992 |
| Ozeanienmeister 1990                    | Marcus Pointon ( Neuseeland)    | 4,40 m | Suva 1990             |

## Bestehende Rekorde
| Weltrekord         | 6,11 m | Serhij Bubka ( EUN)         | Dijon, Frankreich         | 13, Juni 1992      |
| Olympischer Rekord | 5,90 m | Serhij Bubka ( Sowjetunion) | Finale OS Seoul, Südkorea | 28. September 1988 |

Der bestehende olympische Rekord wurde bei diesen Spielen nicht erreicht. Mit 5,80 m erzielten Olympiasieger Maxim Tarassow und Silbermedaillengewinner Igor Trandenkow im Finale die größte Höhe dieses Wettbewerbs. Sie blieben damit zehn Zentimeter unter dem Olympia- und 31 Zentimeter unter dem Weltrekord.

## Legende
Kurze Übersicht zur Bedeutung der Symbolik – so üblicherweise auch in sonstigen Veröffentlichungen verwendet:
| – | verzichtet   |
| o | übersprungen |
| x | ungültig     |

## Qualifikation
Datum: 5. August 1992, 9:30 Uhr
Für die Qualifikation wurden die Athleten in zwei Gruppen gelost. Die für den direkten Finaleinzug geforderte Höhe betrug 5,60 m. Da nur sechs Springer diese Höhe meisterten (hellblau unterlegt), wurde das Finalfeld mit den nächstbesten Athleten beider Gruppen auf zwölf Teilnehmer aufgefüllt (hellgrün unterlegt). So reichten schließlich 5,50 m für die Finalteilnahme.

### Gruppe A

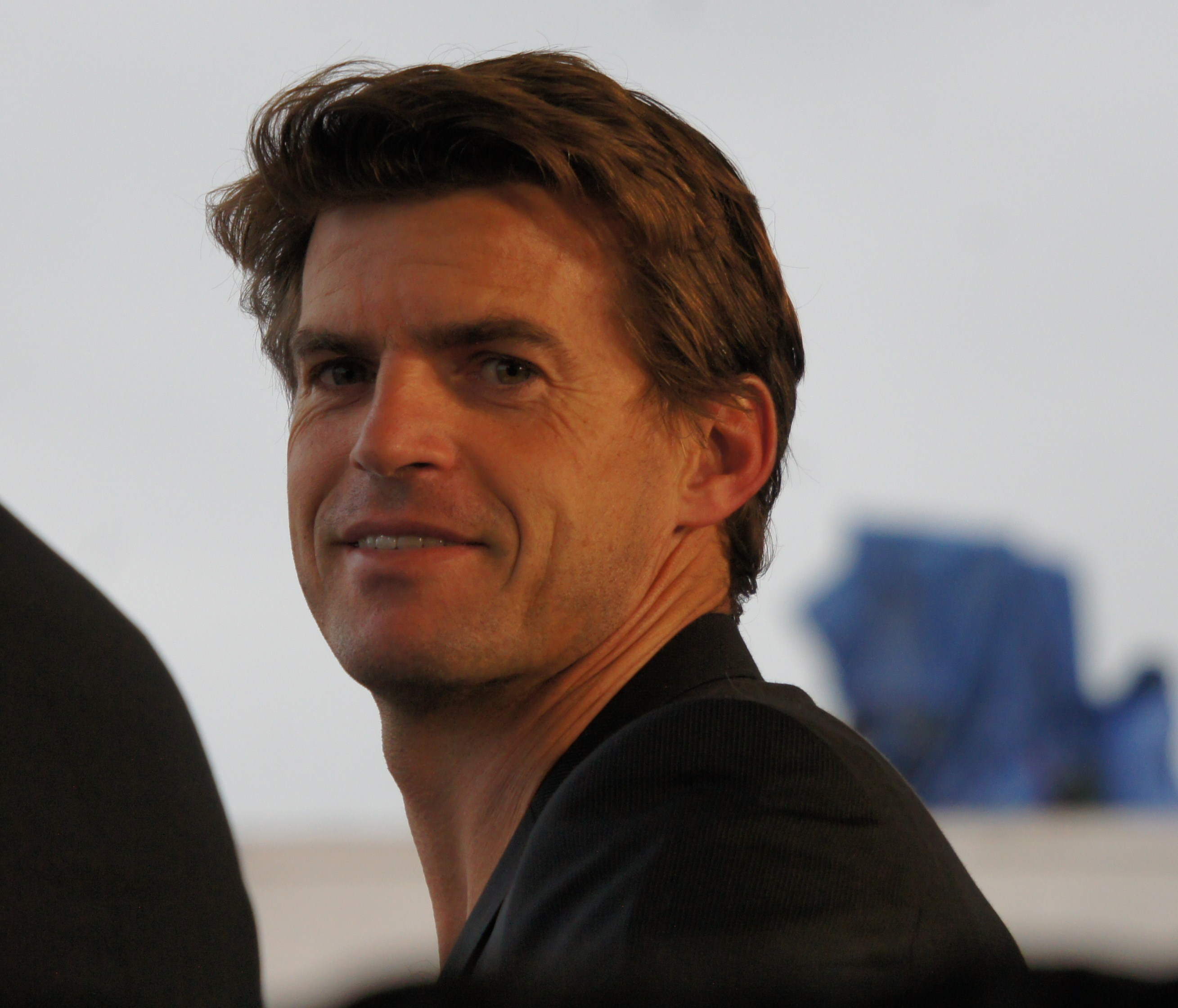
Jean Galfione (hier in einer Aufnahme von 2013) scheiterte mit 5,50 m

| Platz | Name                | Nation         | 4,80 m | 5,00 m | 5,20 m | 5,30 m | 5,40 m | 5,50 m | 5,55 m | 5,60 m | Höhe   |
| ----- | ------------------- | -------------- | ------ | ------ | ------ | ------ | ------ | ------ | ------ | ------ | ------ |
| 1     | Serhij Bubka        | EUN            | –      | –      | –      | –      | –      | –      | –      | o      | 5,60 m |
| 2     | Kory Tarpenning     | USA            | –      | –      | –      | –      | xo     | xo     | –      | xo     | 5,60 m |
| 3     | Alberto Ruiz        | Spanien        | –      | –      | o      | –      | o      | xo     | xo     | xxx    | 5,55 m |
| 4     | David Volz          | USA            | –      | –      | –      | –      | o      | xo     | xxo    | xxx    | 5,55 m |
| 5     | Jean Galfione       | Frankreich     | –      | –      | –      | –      | o      | o      | –      | xxx    | 5,50 m |
| 6     | Philippe d’Encausse | Frankreich     | –      | –      | –      | –      | xo     | o      | –      | xxx    | 5,50 m |
| 6     | Jani Lehtonen       | Finnland       | –      | –      | –      | –      | xo     | o      | –      | xxx    | 5,50 m |
| 8     | Galin Nikow         | Bulgarien      | –      | –      | –      | o      | –      | xo     | –      | xxx    | 5,50 m |
| 9     | Valeri Bukrejev     | Estland        | –      | –      | –      | –      | o      | xxo    | xxx    |        | 5,50 m |
| 10    | Daniel Martí        | Spanien        | –      | –      | o      | –      | xo     | xxx    |        |        | 5,40 m |
| 11    | Peter Widén         | Schweden       | –      | –      | –      | xxo    | xxo    | xxx    |        |        | 5,40 m |
| 12    | Douglas Wood        | Kanada         | –      | –      | o      | –      | xxx    |        |        |        | 5,20 m |
| 13    | Kersley Gardenne    | Mauritius      | –      | o      | o      | xxx    |        |        |        |        | 5,20 m |
| 14    | Michael Edwards     | Großbritannien | –      | –      | xo     | xxx    |        |        |        |        | 5,20 m |
| NM    | Paul Gibbons        | Neuseeland     | –      | xxx    |        |        |        |        |        |        | ogV    |
| NM    | Kim Chul-kyun       | Südkorea       | –      | –      | xxx    |        |        |        |        |        | ogV    |
| DNS   | Hermann Fehringer   | Österreich     |        |        |        |        |        |        |        |        |        |

### Gruppe B

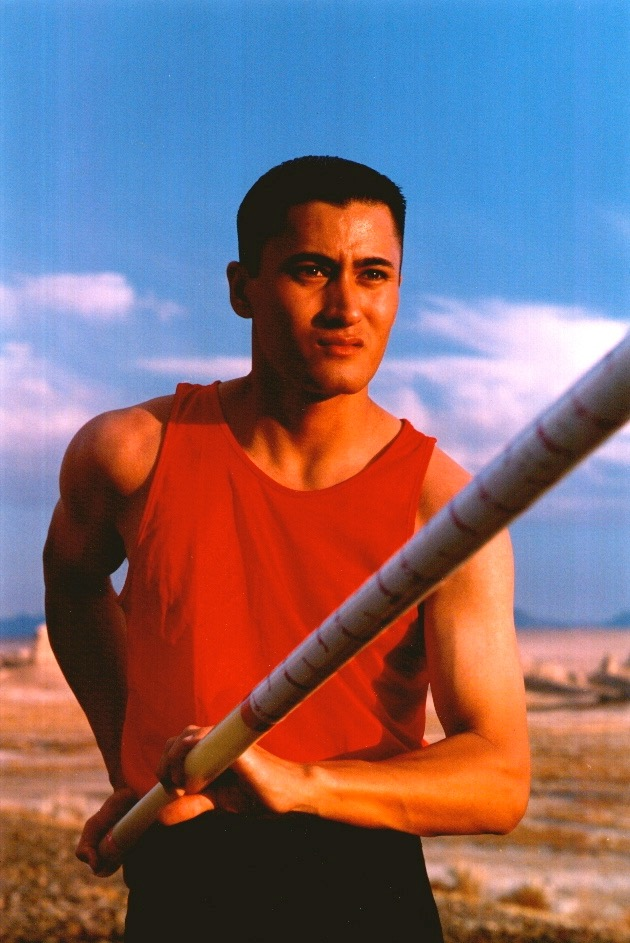
Edward Lasquete – ausgeschieden mit 5,00 m

| Platz | Name                 | Nation       | 4,80 m | 5,00 m | 5,20 m | 5,30 m | 5,40 m | 5,50 m | 5,55 m | 5,60 m | Höhe   |
| ----- | -------------------- | ------------ | ------ | ------ | ------ | ------ | ------ | ------ | ------ | ------ | ------ |
| 1     | Maxim Tarassow       | EUN          | –      | –      | –      | –      | –      | –      | o      | o      | 5,60 m |
| 2     | Danny Krasnov        | Israel       | –      | –      | –      | –      | xo     | o      | xo     | o      | 5,60 m |
| 3     | Tim Bright           | USA          | –      | –      | –      | –      | o      | o      | –      | xo     | 5,60 m |
| 4     | Igor Trandenkow      | EUN          | –      | –      | –      | –      | –      | xo     | –      | xxo    | 5,60 m |
| 5     | Javier García        | Spanien      | –      | –      | –      | –      | o      | xo     | xo     | x-     | 5,55 m |
| 6     | Asko Peltoniemi      | Finnland     | –      | –      | –      | –      | xo     | xo     | xo     | x– –   | 5,55 m |
| 7     | István Bagyula       | Ungarn       | –      | –      | o      | o      | xo     | xo     | xo     | xxx    | 5,55 m |
| 8     | Philippe Collet      | Frankreich   | –      | –      | –      | –      | –      | xo     | xxo    | x– –   | 5,55 m |
| 9     | Edgar Díaz           | Puerto Rico  | –      | –      | xxo    | –      | –      | xxo    | xxx    |        | 5,50 m |
| 10    | Andrea Pegoraro      | Italien      | –      | –      | –      | –      | xxo    | xxx    |        |        | 5,40 m |
| 11    | Simon Arkell         | Australien   | –      | –      | –      | o      | –      | xxx    |        |        | 5,30 m |
| 12    | Christos Pallakis    | Griechenland | –      | xo     | o      | xxo    | xxx    |        |        |        | 5,30 m |
| 13    | Photis Stephani      | Zypern       | –      | o      | xo     | xxx    |        |        |        |        | 5,20 m |
| 14    | Edward Lasquete      | Philippinen  | xxo    | o      | xxx    |        |        |        |        |        | 5,00 m |
| 15    | Nuno Fernandes       | Portugal     | xxo    | xo     | xxx    |        |        |        |        |        | 5,00 m |
| NM    | Aleksandrs Obižajevs | Lettland     | –      | –      | –      | –      | –      | xxx    |        |        | ogV    |
| NM    | Tómas Riether        | Chile        | –      | xxx    |        |        |        |        |        |        | ogV    |
| NM    | Hiroyuki Sano        | Japan        | –      | –      | xxx    |        |        |        |        |        | ogV    |

## Finale

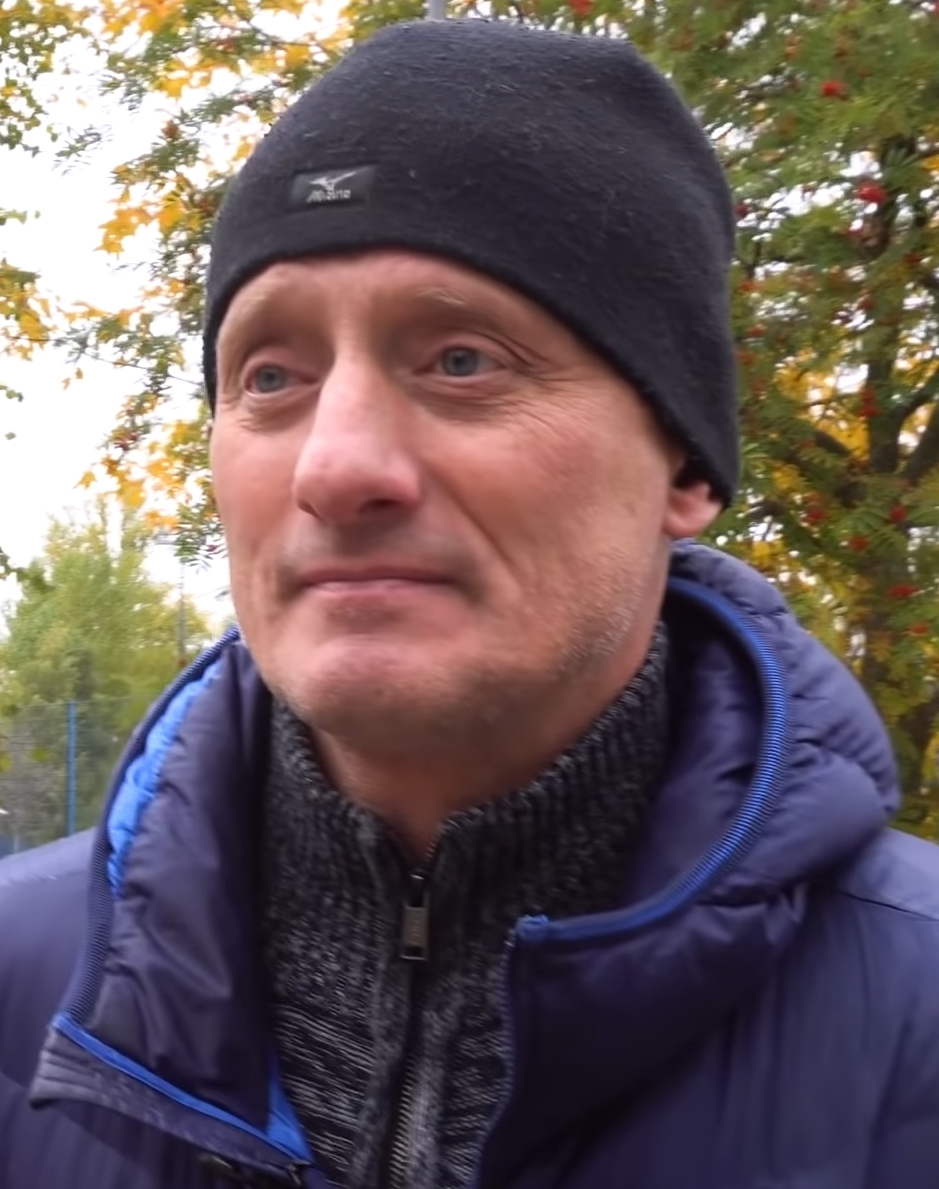
Silbermedaillengewinner Igor Trandenkow im Jahr 2019

Datum: 7. August 1992, 17:00 Uhr
| Platz | Name            | Nation     | 5,20 m | 5,30 m | 5,40 m | 5,50 m | 5,55 m | 5,60 m | 5,65 m | 5,70 m | 5,75 m | 5,80 m | 5,85 m | 5,90 m | Endresultat |
| ----- | --------------- | ---------- | ------ | ------ | ------ | ------ | ------ | ------ | ------ | ------ | ------ | ------ | ------ | ------ | ----------- |
| 1     | Maxim Tarassow  | EUN        | –      | –      | –      | –      | –      | o      | –      | –      | –      | o      | –      | xxx    | 5,80 m      |
| 2     | Igor Trandenkow | EUN        | –      | –      | –      | o      | –      | –      | –      | o      | –      | xxo    | –      | xxx    | 5,80 m      |
| 3     | Javier García   | Spanien    | –      | –      | o      | –      | –      | o      | –      | o      | xo     | xxx    |        |        | 5,75 m      |
| 4     | Kory Tarpenning | USA        | –      | –      | –      | –      | –      | o      | –      | –      | xxo    | xxx    |        |        | 5,75 m      |
| 5     | David Volz      | USA        | –      | –      | –      | xo     | –      | –      | o      | –      | xxx    |        |        |        | 5,65 m      |
| 6     | Asko Peltoniemi | Finnland   | –      | –      | xxo    | –      | –      | xo     | –      | x-     | xx     |        |        |        | 5,60 m      |
| 7     | Philippe Collet | Frankreich | –      | –      | –      | –      | o      | –      | –      | xxx    |        |        |        |        | 5,55 m      |
| 8     | Danny Krasnov   | Israel     | –      | –      | xo     | xxx    |        |        |        |        |        |        |        |        | 5,40 m      |
| 9     | István Bagyula  | Ungarn     | xxo    | o      | xx     |        |        |        |        |        |        |        |        |        | 5,30 m      |
| 10    | Alberto Ruiz    | Spanien    | –      | xxo    | –      | xxx    |        |        |        |        |        |        |        |        | 5,30 m      |
| NM    | Tim Bright      | USA        | –      | –      | –      | –      | xxx    |        |        |        |        |        |        |        | ogV         |
| NM    | Serhij Bubka    | EUN        | –      | –      | –      | –      | –      | –      | –      | xx–    | x      |        |        |        | ogV         |

Für das Finale hatten sich zwölf Athleten qualifiziert, sechs von ihnen über die geforderte Höhe, die anderen über ihre Platzierungen. Es trafen drei Springer aus dem vereinten Team auf drei US-Amerikaner und zwei Spanier. Komplettiert wurde das Finalfeld durch je einen Springer aus Finnland, Frankreich, Israel und Ungarn.
Topfavorit war der ukrainische Weltrekordler, Weltmeister und Olympiasieger von 1988 Serhij Bubka, der für das Vereinte Team startete. Mit Medaillenchancen gingen der ungarische Vizeweltmeister István Bagyula, der russische WM-Dritte Maxim Tarassow, ebenfalls für das Vereinte Team am Start, der französische EM-Vierte Philippe Collet und der spanische EM-Fünfte Javier García in den Wettkampf.
Bubka entschied sich wie gewohnt, erst spät in den Wettkampf einzugreifen. Seine Anfangshöhe war 5,70 m. Sieben weitere Springer waren hier noch dabei. Überraschenderweise hatte Bubka zwei Fehlsprünge. Den letzten Versuch nahm er in die neue Höhe von 5,75 m mit. Collet scheiterte dreimal an 5,70 m. Bubka konnte auch 5,75 m mit dem verbliebenen Versuch nicht überqueren und schied damit ohne übersprungene Höhe aus. Bei diesen 5,75 m war auch für den Finnen Asko Peltoniemi und den US-Amerikaner David Volz Schluss. Um die Medaillen kämpften nun Tarassow, der US-Springer Kory Tarpenning, García und der Russe Igor Trandenkow, der wie Tarassow für das Vereinte Team am Start war. Tarpenning und García scheiterten an den nun aufgelegten 5,80 m. Da Kory Tarpenning 5,75 m erst im letzten Versuch überquert hatte, blieb ihm der vierte Platz. Javier García hatte 5,75 m im zweiten Versuch genommen und gewann damit die Bronzemedaille. Tarassow und Trandenkow meisterten diese 5,80 m, Tarassow im ersten und Trandenkow im dritten Versuch. Beide ließen 5,85 m aus und scheiterten dann an 5,90 m. Damit war Maxim Tarassow Olympiasieger vor Igor Trandenkow.
Javier García war der erste spanische Medaillengewinner im Stabhochsprung.

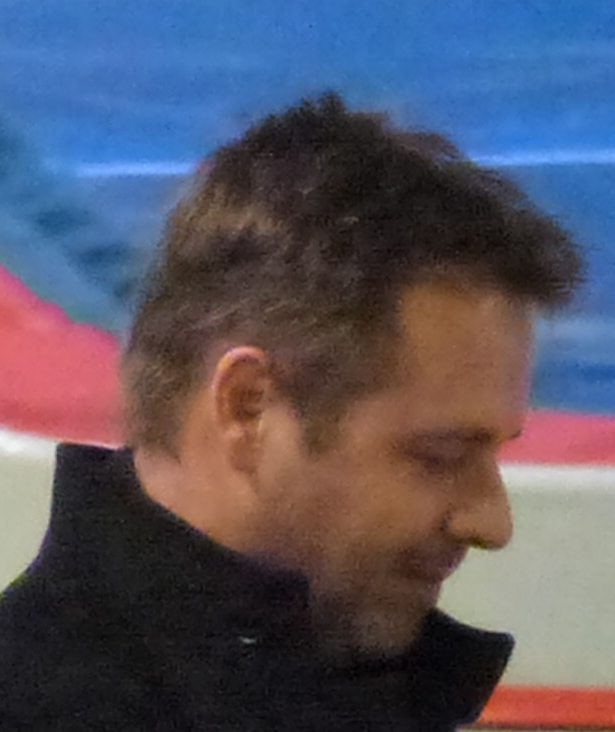
Philippe Collet (hier im Jahr 2012) erreichte Platz sieben
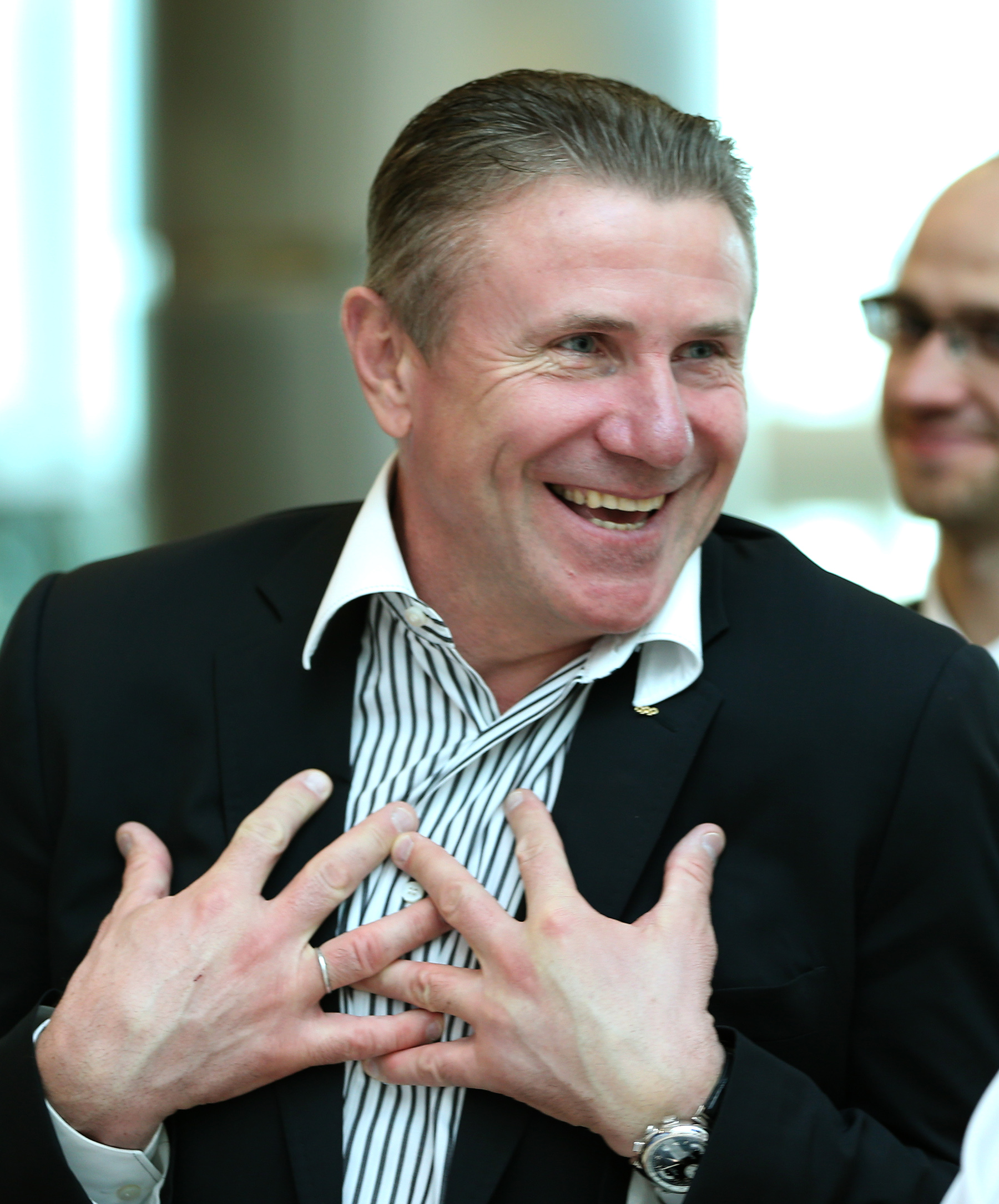
Der klar favorisierte Serhij Bubka (Foto: 2013) wählte eine zu anspruchsvolle Anfangshöhe und blieb ohne gültigen Versuch

## Videolinks
- 1992 Olympics ~ Men's Pole Vault, youtube.com, abgerufen am 19. Dezember 2021
- Maksim Tarasov - Men's Pole Vault - 1992 Olympic Games, youtube.com, abgerufen am 19. Dezember 2021
- 4059 Olympic Track & Field 1992 Pole Vault Igor Trandenkov, youtube.com, abgerufen am 19. Dezember 2021